# Kellett KD-1
Kellett KD-1 là một loại máy bay lên thẳng của Hoa Kỳ, do hãng Kellett Autogiro Company chế tạo.

## Biến thể

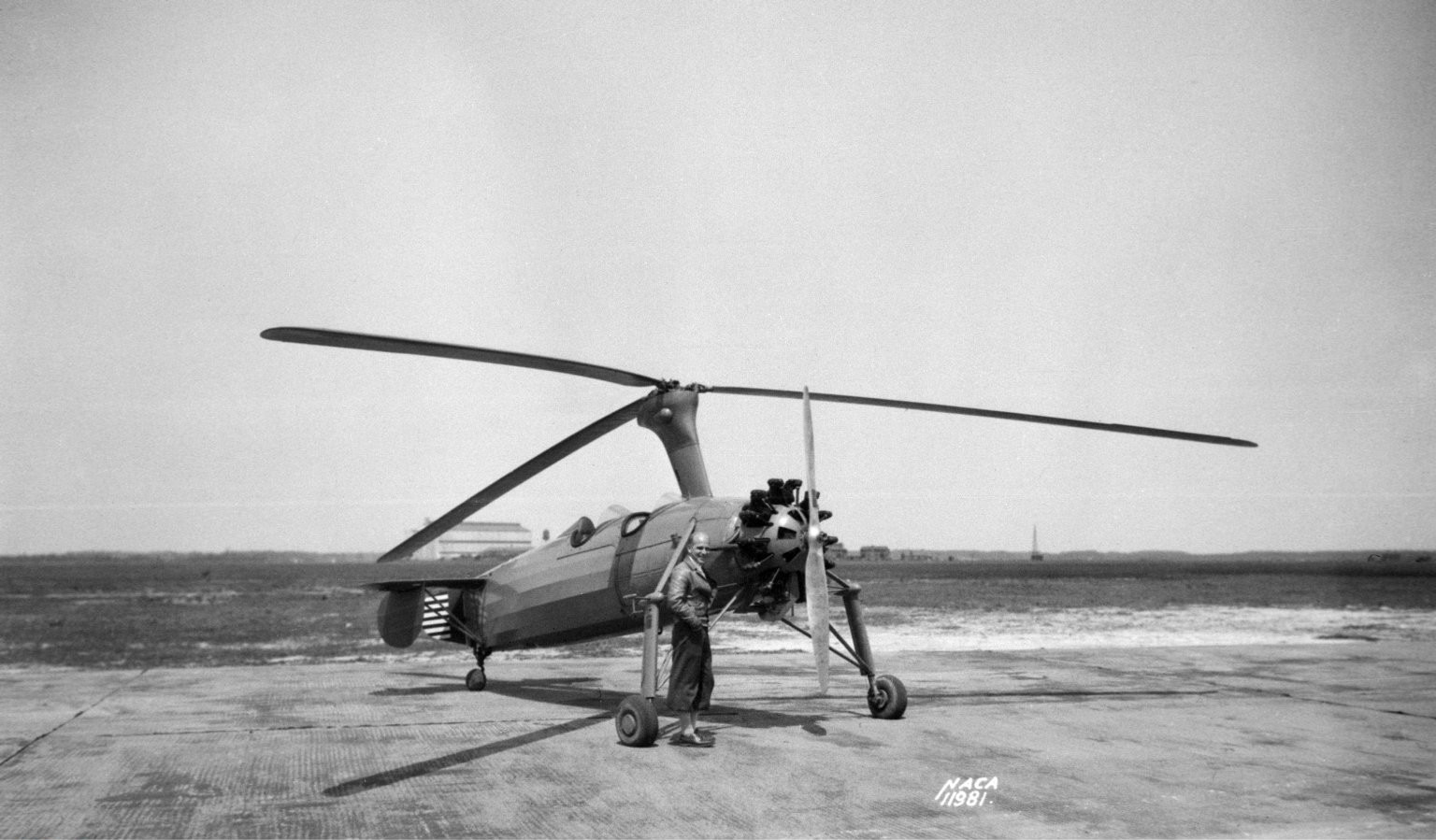
YG-1 (KD-1) tại Langley

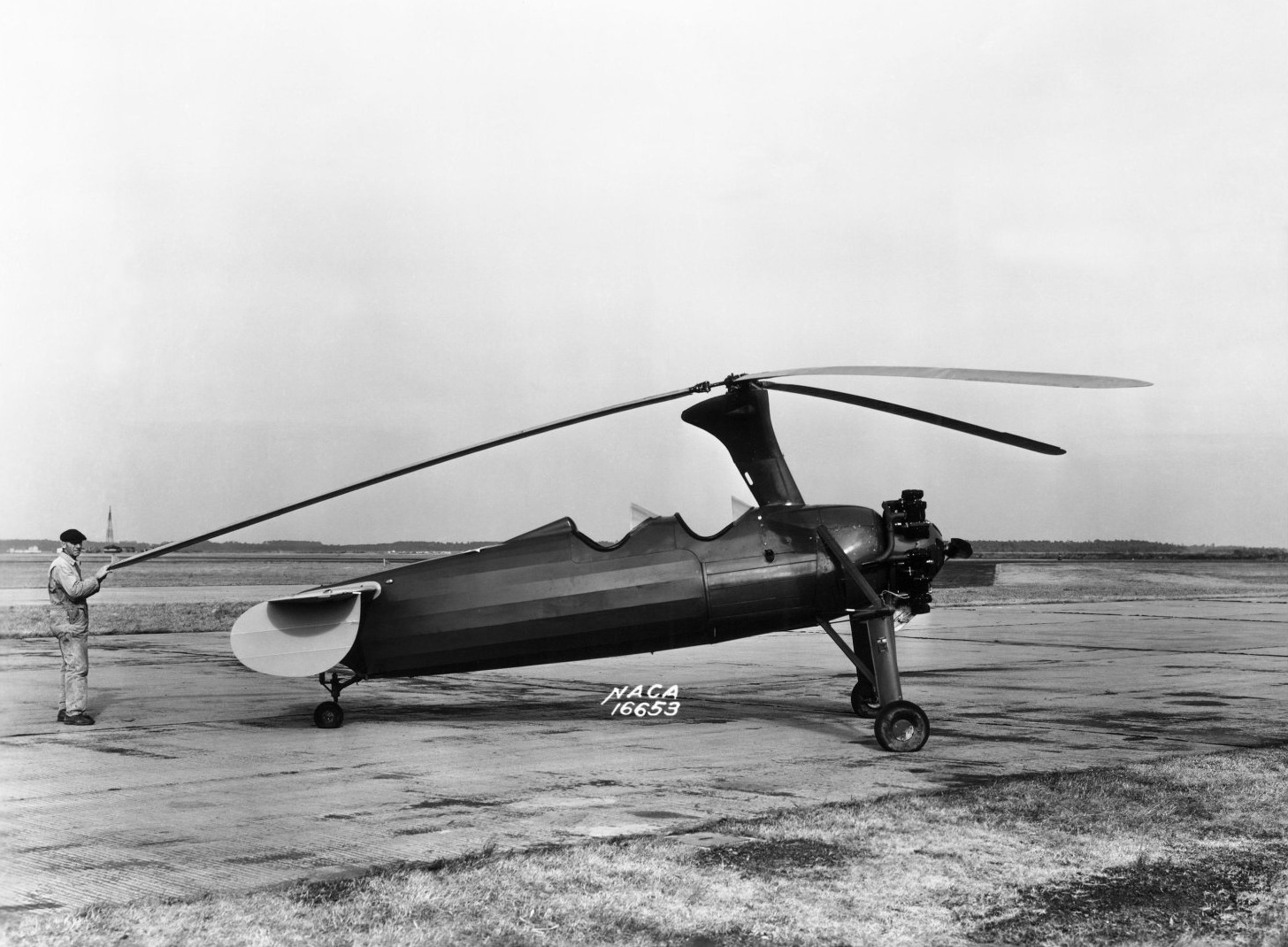
YG-1B tại Langley

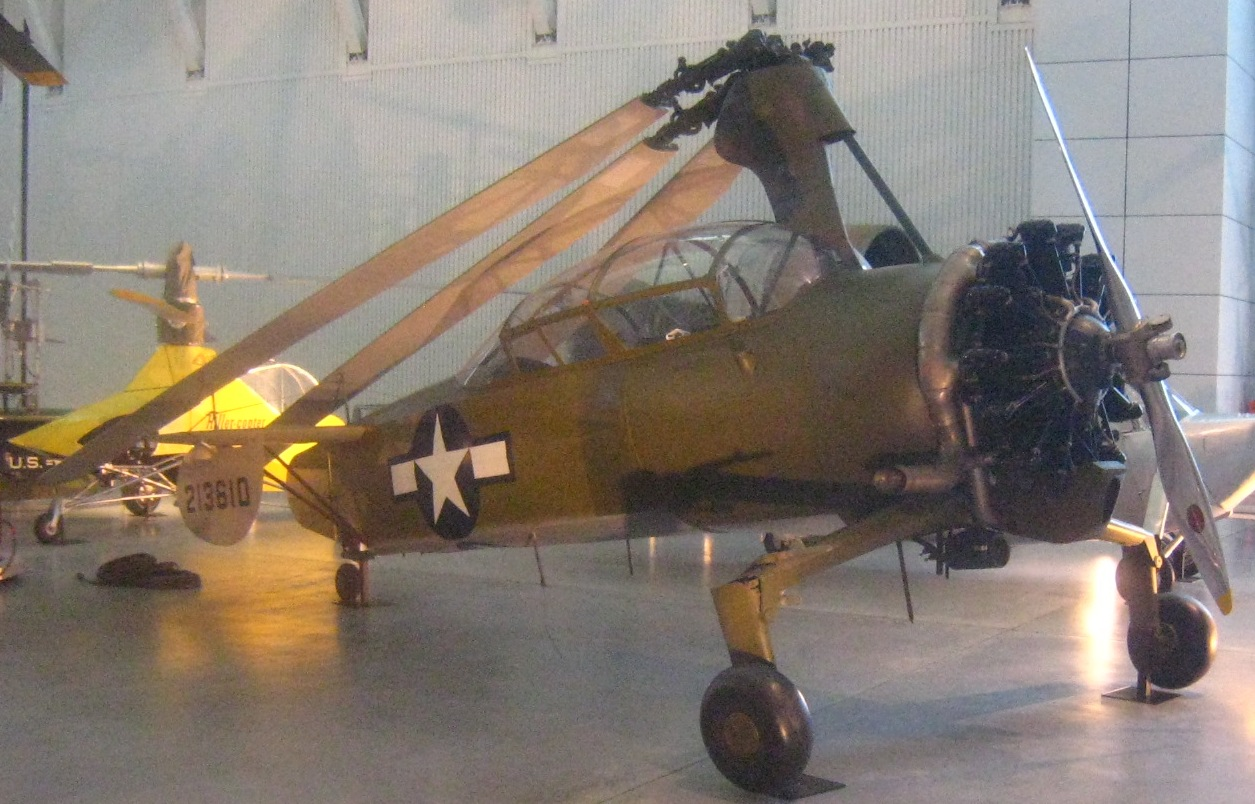
Kellett XO-60

KD-1
KD-1A
KD-1B
YG-1
YG-1A
YG-1B
YG-1C
XO-60
YO-60
XR-2
XR-3
Kayaba Ka-Go
Kayaba Ka-1
Kayaba Ka-2

## Quốc gia sử dụng
Nhật Bản
 Hoa Kỳ
- Eastern Airlines
- Không quân Lục quân Hoa Kỳ

## Tính năng kỹ chiến thuật (KD-1B)
Đặc điểm tổng quát
- Kíp lái: 2
- Chiều dài: 28 ft 10 in (8.79 m)

Hiệu suất bay